# Menkia horsti
Menkia horsti ist eine auf dem Land lebende Schnecke aus der Familie der Mulmnadeln (Aciculidae) in der Ordnung der Architaenioglossa („Alt-Bandzüngler“).

## Merkmale
Die kleinen schlank kegelförmigen Gehäuse sind 2,25 bis 2,8 mm hoch und etwa 0,9 mm breit. Sie besitzen 5 bis 5,5 mäßig gewölbte Windungen mit einer tiefen Naht. Unter der Naht ist keine Kante und kein Nahtfaden vorhanden. Die Mündung steigt am vorletzten Umgang nicht an. Der Protoconch ist glatt. Die Ornamentierung der folgenden Windungen besteht aus sehr unregelmäßigen radialen Rillenstreifen, wobei auf dem vorletzten Umgang 10 bis 18 Rillen ausgebildet sind. Die Radialrillen kreuzen sich mit Spirallinien, auf dem vorletzten Umgang sind 11 bis 18 Spirallinien vorhanden, deren Abstand nicht ganz regelmäßig ist. Sie sind außerdem etwas weniger prägnant als die Radialrillen. Am dichtesten ist die Spiralskulptur an der Gehäusebasis. 
In der Frontalansicht ist die Mündung unregelmäßig und abgerundet viereckig. Die palatale und basale Begrenzung ist gewölbt und geht meist fließend ineinander über. In der Seitenansicht weicht der Mündungsrand oben und unten meistens schwach zurück. Er kann auch schwach S-förmig gebogen sein. Es wird jedoch kein Sinulus ausgebildet. Innen ist der Mundsaum kaum verdickt und basal nur schwach erweitert. Der Mundsaum ist im Nabelbereich schmal umgeschlagen und zieht als schmaler Nabelkallus über den Nabel. Der Parietalkallus ist dünn und wenig deutlich, eine Angularis fehlt völlig. Auch ein Nackenwulst fehlt völlig. Das Gehäuse ist hell bis dunkel bräunlich hornfarben.

### Ähnliche Arten
Durch die auffallende Spiralskulptur der Gehäuseoberfläche kann Menkia horsti mit den übrigen rezenten Vertretern der Aciculidae kaum verwechselt werden. Bei der pliozänen Menkia celleneuva ist die Spiralstruktur weniger kräftig entwickelt. Die Spirallinien liegen bei Menkia celleneuva außerdem dichter beieinander als bei Menkia horsti.

## Geographische Verbreitung, Vorkommen und Lebensweise
Menkia horsti ist bisher nur an einigen wenigen Lokalitäten in der nordspanischen Provinz Asturien (früher Provinz Oviedo) gefunden worden. Die Art kommt von der Küste (Ribadesella) bis (mindestens) 1550 m hoch ins Kantabrische Gebirge (Umgebung des Lago La Ercina) vor. Die Tiere leben in humusreichen, felsigen Böden auf Kalkstein.

## Taxonomie
Das Taxon wurde 1985 von Hans D. Boeters, Edmund Gittenberger und Péter Subai erstmals beschrieben. Die Typuslokalität ist eine Felswand bei der Höhle „Tito Bustillo“ in Ribadesella, Provinz Oviedo, Spanien. Bisher ist die Art nur von wenigen Fundpunkten bekannt.

## Gefährdung
Die Art wird durch die International Union for Conservation of Nature and Natural Resources (IUCN) als gering gefährdet („near threatened“) eingestuft.

## Belege

### Online
- Animal Base: Species summary for Menkia horsti